# Victor Mancha
Victor Mancha es un personaje que aparece en los cómics estadounidenses publicados por Marvel Comics. Apareció por primera vez en Runaways, donde al igual que los Runaways originales, Victor tiene un supervillano como padre: el suyo es el villano clásico de los Vengadores, Ultron, un malvado robot empeñado en dominar el mundo. Victor, sin embargo, es un cyborg, con carne humana y tejido natural clonado de su madre humana que oculta completamente sus partes metálicas y circuitos.

## Historial de publicación
Victor Mancha fue creado por el autor Brian K. Vaughan y el artista Adrian Alphona y debutó en Runaways vol. 2, # 1 (abril de 2005).

## Biografía del personaje de ficción
Cuando Ultron se encontró con una mujer llamada Marianella Mancha, que es incapaz de tener hijos debido a una droga que se puso en ella, Ultron tomó algo de su ADN y lo clonó mientras lo combinaba con algo de su avanzada nanotecnología para crear para ella un hijo llamado Victor Mancha.
The Runaways oyeron hablar por primera vez de Victor Mancha como un joven que crecería hasta convertirse en el villano "Victorious", un hombre que gobernaría el mundo, después de derrotar a los Vengadores. Debido a la profecía de su traición, Víctor estuvo bajo estrecha vigilancia cuando por primera vez se unió al equipo, pero desde entonces ha sido aceptado como miembro completo. Es el único miembro latino del equipo y uno de los dos miembros que pueden pilotar el Leapfrog, el modo de transporte de los Runaways.

### Verdaderos Creyentes
Víctor se introdujo por primera vez como el hijo de la madre soltera Marianella Mancha, supuesta viuda de un miembro del cuerpo de Marines de Estados Unidos, que fue asesinado en acción.
Cuando una versión anterior de Gertrude Yorkes llega al presente, se informa a los Runaways de un supervillano de su tiempo llamado "Victorious", y la apariencia que él debe tener ahora mismo, siendo un adolescente. En este punto ella muere, pero los Runaways deciden cumplir con su deseo. Después de que los Runaways localizan a Víctor en su escuela, el ver a Karolina Dean activa los superpotencias electromagnéticas de Víctor - más tarde se reveló que los poderes de Victor solo se manifestarian cuando este se pusiera en contacto con otro superhéroe, en este caso, Karolina.
Recordando cómo la Gert del futuro mencionó que el padre de Victorius era el " villano más grande en todo el universo", los Runaways buscan a través de posibilidades, como Magneto, Electro, Kingpin, Red Skull, Leader, y Galactus. Más tarde Doctor Doom llama a Víctor proclamando que él es su padre, resulta que era Ultron disfrazado. Víctor descubre que su "padre" real es Ultron, quien lo creó como un agente durmiente para los Avengers. Víctor estaba destinado a crecer, viajar a Nueva York y encontrarse con los Vengadores. Después de años de servicio leal, hubiera tenido acceso a sus secretos mejor guardados, y cuando esto sucediera Ultron habría tomado el control y destruido a todos los héroes del planeta. The Runaways frustraron este plan, pero Víctor sigue temiendo que este futuro puede convertirse en realidad. Ultron mata a Marianella y sobrescribe los circuitos de Víctor, lo que le obligó a atacar a los Runaways. Con la ayuda de Excelsior, The Runaways y Víctor derrota a Ultron, aceptando a Víctor después de darse cuenta de que él está en la misma situación que ellos.

### Runaways
En los siguientes meses, Víctor se muestra a sí mismo al equipo, sobre todo a Chase Stein, en la batalla por compensar lo que su yo del futuro había hecho. Él es sacado de su camino durante un corto tiempo después de Nico Minoru descubre que el segundo Pride ha hackeado en los circuitos de Víctor y le estaba utilizando para espiar al equipo.
Después de la lucha de los Runaways con el segundo Pride, Víctor comienza una relación física con Nico; confiesa haberla iniciado debido a que él abriga sentimientos románticos por ella, pero Nico dice haber participado como una manera de escapar de la culpa por sobrevivir la muerte de Gertrude Yorkes. Sin embargo, Víctor aún intenta salvarla cuando descubre que Chase tiene a Nico como rehén, pero es fácilmente desactivado cuando Chase le hace una pregunta retórica diseñada para sobrecargar los circuitos de Victor. Víctor se recupera con la ayuda de Molly Hayes (vicariamente por Alex Wilder) y salva a Nico de que se convierta en un sacrificio para el Gibborim. En este punto, la pareja comienza una relación romántica, pero su momento de felicidad es interrumpido cuando el equipo se ve obligado a huir de Iron Man y las fuerzas pro-registro de la Guerra Civil de Marvel.

### Civil War
Durante un operativo de S.H.I.E.L.D. para capturar a los Runaways, Victor utiliza sus poderes para proteger el Leapfrog de una andanada de misiles. La segunda ola de misiles están recubiertos con teflón, por lo que no se ven afectados por los poderes magnéticos de Víctor. Él sufre graves daños y el equipo regresa con él al albergue. Victor entonces experimenta convulsiones intensas cuando la Vision llega con los Young Avengers. 
A pesar de que los Runaways desconfían inicialmente de los Young Avengers, Stature es capaz de alejar a la Vision de Víctor. La Vision explica que él y Víctor estaban experimentando una forma de retroalimentación causada por su programación compartida porque ambos fueron creados por Ultron.
Nico y Víctor también inician una relación.
Victor fue surtido de apodos en el segundo volumen de la serie, con nombres tales como "Static Cling Lad", "Mr. Roboto", "Victron", "Calculadora Kid", "SeñorCyborg "," Man of La Mancha ", RoboPinnochio, y Magnet Man".

### Dead-End Kids
Tras escapar de Iron Man y S.H.I.E.L.D., Nico toma la decisión de hacer un trato con el Kingpin, lo que repugna Víctor. En un giro retorcido de los acontecimientos, los Runaways terminan siendo desplazados en el tiempo a 1907 en la ciudad de Nueva York.Es durante este período en el que Víctor se reúne con Lillie "the Spieler" McGurty, una chica que puede volar con el sonido de la música. Estando separado de Nico, Victor se relaciona con el espíritu despreocupado de Lillie. Poco tiempo después, él tiene un sueño en el que besar a Lillie. Nico entonces comprende que su relación con Víctor se está deteriorando, retrocediendo y permitiendo a Victor iniciar una relación con Lillie, quien accedió a volver al presente con los Runaways. Justo antes de las Runaways abordaron la máquina del tiempo que los llevaría a casa, Lillie cambia de opinión y decide quedarse en su tiempo, debido al miedo de ir al futuro. Klara Prast toma su lugar, llegando con los Runaways al presente. A pesar de que ellos no lo saben, Lillie está todavía viva, lamentando su decisión.
The Runaways son atacados cuando un grupo de Majesdaneans llegan a la Tierra para capturar a Karolina. Al final el equipo es derrotado, pero Xavin cambia de forma y se transforma en Karolina tomando su lugar como prisionero de los Majesdaneans.

### Vengadores I.A.
Después del arco de Age of Ultron, Víctor Mancha se une a los Avengers AI de Henry Pym junto a Mónica Chang, Visión (su 'hermano' en adelante) y un Doombot reprogramado. Durante una misión, se sacrifica para salvar un servidor que contiene una civilización de I.A. El equipo luego descubre que está vivo dentro de un servidor llamado The Diamond cuando envía el código Morse a Pym que dice "Fruit Loops", un cereal que odia, que Pym interpreta cuando aún está vivo. Victor encuentra aliados contra la I.A. rebelde. Él y los Vengadores se salvan cuando Mónica Chang corta el virus impidiendo la ejecución de un LMD deshonesto.

### Visión
Algún tiempo después, Victor se mudó con Visión después de obtener una pasantía en Washington, D.C. Más tarde se reveló que Victor está actuando como un agente encubierto para los Vengadores, con órdenes de espiar a Visión y su familia debido a su comportamiento cada vez más errático. Se revela a través de flashbacks que durante su tiempo con los fugitivos, Victor había desarrollado en secreto una adicción al Vibranium, que para él actúa de manera similar a los narcóticos utilizados por los humanos. Después de usar el Vibranium en un piano especial dado a Visión por Pantera Negra, Victor juzga mal la fuerza de sus poderes y mata accidentalmente al hijo de Vision, Vin. El Capitán América lo arresta, pero Visión derrota a los Vengadores para alcanzar su celda. Visión no puede matar a Victor, pero el corazón cibernético de Victor fue arrancado de su cuerpo por la esposa de Visión, Virginia, que lo mató. Con sus pensamientos finales, él está en paz, sabiendo que "nunca será victorioso".

### Volviéndose Victorioso
Cuando Chase Stein intenta revivir la cabeza de Victor, comienza el programa "Victorious". Se revela que Victor está consciente cuando Chase Stein, Nico Minoru, Gertrude Yorkes y Compasión visitan a Molly Hayes para ver si está interesada en reformar nuevamente los Runaways. Durante esta visita, Molly es la única que se da cuenta de que está consciente y feliz de que Victor todavía esté vivo en cierto sentido. Victor le pide a Molly que mantenga esto en secreto mientras se da cuenta de si quiere o no unirse a Chase y los demás. Pero desconocida para los fugitivos, la abuela de Molly arrancó un mechón de cabello de la cabeza de Victor con intenciones poco claras.

## Poderes y habilidades
Victor Mancha es un cyborg, creado a partir del ADN de Marianella Mancha y la tecnología de Ultron. Víctor fue construido utilizando nanotecnología que puede evolucionar y madurar con él, para que sus entrañas robóticas se transformarán en órganos humanos artificiales, indistinguibles de los de verdad. Ultron creó a Victor con varias habilidades relacionadas con la informática, incluyendo un alto nivel de inteligencia, grandes cantidades de memoria de disco duro (que Víctor se refiere como memoria fotográfica), y la capacidad de comunicarse con otras máquinas directamente. Víctor también posee cierto nivel de fuerza sobrehumana, velocidad increíble, una capacidad de salto de gran alcance, y una función automática de autorreparación.
En combate, Víctor emplea principalmente sus habilidades electromagnéticas; él es capaz de dirigir grandes cantidades de energía eléctrica de sus manos y manipular campos magnéticos para remodelar y manipular objetos metálicos. Al igual que Magneto, Víctor puede utilizar las líneas magnéticas de la Tierra para levitar y volar.
A pesar de su amplia gama de poderes, Víctor tiene cuatro debilidades conocidas, muchas de las cuales se derivan de sus raíces mecánicas. A su edad actual, los nanorrobots de Víctor aún no se han transformado totalmente en órganos humanos, por lo que todo su cuerpo activará los detectores de metal, lo que potencialmente llamar atención no deseada. En segundo lugar, la unidad central de Víctor puede ser hackeada y ser controlado de forma remota; "Hunter" (del segunda Pride) (Víctor lo quitó con un servidor de seguridad interno) y Ultron son los dos únicos que han hackeado con éxito a Víctor hasta el momento. Víctor descubrió su tercera debilidad durante el primer encuentro de los Runaways con los Young Avengers, cuando él y la visión entran en cortocircuito al estar demasiado cerca uno del otro. The Runaways y Young Avengers finalmente descubrieron que cuando dos de las creaciones de Ultron están dentro de un radio de cercanía, las dos crean una retroalimentación devastadora, perjudicando a las dos máquinas.
Mientras decodificaban el Abstract, Chase descubrió la última y más grande debilidad de Victor: tres preguntas diseñadas específicamente para sobrecargar los circuitos de Víctor y encerrarlo en un bucle sin fin de binario sin sentido, al que Nico se refiere como "la pantalla azul de la muerte." Chase utiliza la primera frase en contra de Víctor después de que el cyborg descubrió a Nico en cadenas: "¿Puede Dios hacer un sándwich tan grande que incluso él no podría terminar?" La única manera de que Víctor se recupere es al oír a la respuesta de la pregunta de otra persona. Una vez que la unidad central de Víctor se vuelve funcional de nuevo, no puede verse afectada por esa frase nunca más. Las otras dos frases no son reveladas hasta ahora, y son conocidas solo por Chase y Nico.

## Otras versiones

### ¿What If?
En ¿Qué pasa si los Runaways se convirtieran en los Jóvenes Vengadores?, Víctor es contactado por primera vez por su yo futuro Victorius después de que este viajara desde el futuro junto con Iron Lad, que aterrizó accidentalmente en el tiempo de Victorius al intentar escapar de Kang el Conquistador. Rechazando a su futuro yo, Víctor roba la armadura de Iron Lad y recluta a los Runaways para ayudarlo, lo que los obligó a ser un equipo real con trajes de superhéroes. Cuando Kang aparece para rescatar a su yo más joven, los resultados posteriores de la lucha son Iron Lad siendo asesinado y Kang siendo borrado de la historia, mientras que Víctor destruye a su yo del futuro. Después de haber evitado su destino, Victor utiliza el cinturón de Kang para encontrar su propio camino, dejando a los Runaways para continuar como los Young Avengers con Chase ahora usando partes de la armadura de Iron Lad.

### Edad de Ultron
Durante el arco Age of Ultron, Víctor Mancha se encontraba llevando a algunos niños a una de las viejas bases de los Runaways en Los Ángeles. Victor está teniendo un momento difícil porque cree que si él usa sus capacidades, él sólo va a estar ayudar a Ultron. Él no le dice a ninguno de sus nuevos amigos acerca de sus antecedentes porque tiene miedo de que no lo aceptarán. En un flashback, se ve que sus compañeros de equipo los Runaways fueron asesinados por Ultron y que Víctor había almacenado versiones digitales de los mismos en sus bancos de memoria, pero estos archivos parece estar dañado ya que estos aparecen diciéndole que él tiene que ser más máquina y menos humano. Los Centinelas de Ultron encuentran el escondite y empiezan a matar a algunos de los niños que Víctor había salvado. Víctor decide luchar contra los Centinelas de Ultron mientras que la determinación de que si este es el final, él morirá luchando.

## En otros medios

### Televisión
- Victor Mancha / Victorious se menciona como una fuerza antagónica en los años 2022 y 2028 en la tercera temporada de Runaways.[20][21] Víctor Mancha fue el responsable de la profunda cicatriz que recibió en el cuello un futuro Chase Stein de 2028. En ese futuro alternativo, Mancha también estuvo involucrado con Alex Wilder.

## Orígenes conceptuales
En el diario de la colorista Christina Strain, reveló que los ojos de Víctor son de color verde con un centro de dorado, que fue modelado a partir de Gael García Bernal.